# Pristomerus dimidiatus
Pristomerus dimidiatus là một loài tò vò trong họ Ichneumonidae.